# Milo Ventimiglia
Milo Anthony Ventimiglia (/vɛntɪˈmiːljə/; sinh ngày 8/7/1977) là nam diễn viên người Mỹ. Anh được biết tới qua các vai như Jess Mariano trong sê-ri truyền hình Gilmore Girls (2002 - 2006) hay Peter Petrelli trong Heroes (2006 - 2010). Anh cũng vào vai Jack Pearson trong phim This Is Us.

## Đời tư
Ventimiglia và bạn diễn Alexis Bledel (phim Gilmore Girls) từng hẹn hò với nhau trong khoảng từ tháng 12/2002 đến 06/2006. Sau đó, anh cũng có quan hệ tình cảm với Hayden Panettiere (bạn diễn trong Heroes) từ tháng 12/2007 đến 02/2009.

## Giải thưởng và đề cử
| Năm  | Giải thưởng                                   | Hạng mục | Đối tượng đề cử | Kết quả   |
| ---- | --------------------------------------------- | --- | --------------- | --------- |
| 2007 | Teen Choice Awards                            | Choice TV Actor: Drama/Nam diễn viên phim truyền hình chính kịch                                                     | Heroes          | Đề cử     |
| 2008 | Giải Sao Thổ                                  | Best Supporting Actor on Television/Nam phụ xuất sắc nhất trong phim truyền hình                                     | Heroes          | Đề cử     |
| 2008 | Teen Choice Awards                            | Choice TV Actor: Action/Nam diễn viên phim truyền hình hành động                                                     | Heroes          | Đoạt giải |
| 2009 | Teen Choice Awards                            | Choice TV Actor: Action/Nam diễn viên phim truyền hình hành động                                                     | Heroes          | Đề cử     |
| 2017 | People's Choice Awards                        | Favorite Actor in a New TV Series/Nam diễn viên được yêu thích trong sê-ri truyền hình                               | This Is Us      | Đề cử     |
| 2017 | Giải Primetime Emmy                           | Outstanding Lead Actor in a Drama Series/Nam chính nổi bật trong sê-ri chính kịch                                    | This Is Us      | Đề cử     |
| 2017 | Giải Điện ảnh của MTV                         | | This Is Us      | Đoạt giải |
| 2018 | Giải thưởng của Nghiệp đoàn Diễn viên Màn ảnh | Outstanding Performance by an Ensemble in a Drama Series/Diễn xuất nổi bật của nhóm diễn viên trong sê-ri chính kịch | This Is Us      | Đoạt giải |
| 2018 | Giải Primetime Emmy                           | Outstanding Lead Actor in a Drama Series/Nam chính nổi bật trong sê-ri chính kịch                                    | This Is Us      | Đề cử     |